# Sint-Hubertuskerk (Hegelsom)
De Sint-Hubertuskerk is de rooms-katholieke parochiekerk van de Limburgse plaats Hegelsom.

## Geschiedenis
Al omstreeks 1920 waren er plannen om voor de gehuchten Hegelsom en Voor-America een eigen kerk te bouwen, alleen kon men het niet eens worden over de locatie. Pas in 1932, nadat Deken Creemers van Horst een locatie aanwees precies tussen de gehuchten in, kon met de bouw van een kerk begonnen worden. Het gebouw werd ontworpen door Joseph Franssen.
Tot 1939 maakte de kerk gebruik van een harmonium. Vanaf dat jaar maakt de kerk gebruik van een uit 1897 stammend orgel, dat eerder in de Sint-Martinuskerk in Eindhoven-Tongelre stond.

## Trivia
- In de kerk zijn diverse plafond- en muurschilderingen aangebracht. Een van die schilderingen beeld het schip uit waarmee Sint Willibrord de Noordzee overstak. De drakenkop op de voorsteven van het schip heeft het hoofd van Adolf Hitler.